# Edvard Kardelj
Edvard Kardelj (kiejtése Eduard Kardel) 1910. január 27., Ljubljana – 1979. február 10., Ljubljana) szlovén származású jugoszláv kommunista politikus, a munkásönigazgatás teoretikusa.
A legbefolyásosabb szlovén politikus volt korában. 1937-től mindvégig Tito legfontosabb és leghűségesebb harcos- és politikustársa, a titoizmus és a Jugoszláv Kommunista Szövetség (JKSZ) fő ideológusa volt. Borisz Kidriccsel kidolgozta az önigazgatás koncepcióját.
A második világháború ideje alatt Pijade és Gyilasz is hasonló jelentőségű teoretikusnak tűnnek, de Pijade sokkal idősebb volt nála, Gyilasz pedig később összeütközésbe kerül Titóval.
A föderatív Jugoszlávia koncepcióját is nagyrészt az ő tervei alapján változtatgatták. A legtöbb felmerülő problémára az önigazgatás fokozását javasolta.
Tiszteletére a horvátországi Ploče városát néhány évig Kardeljevónak nevezték.

## Magyarul megjelent művei
- Mai legfontosabb feladatunk; Budućnost, Noviszád, 1945 (Cikkek a Borbá-ból)
- A népi tömegek ereje; Budućnost, Noviszád, 1945 (Cikkek a Borbá-ból)
- A jugoszláv álláspont az olasz-jugoszláv határ kérdésében. Helyettes miniszterelnök beszéde; Magyar-Jugoszláv Társaság, Bp., 1946
- Jegyzetek a nemzetközi fejlemények egyes kérdéseihez; ford. Sulhóf József; Híd, Szubotica, 1947 (Korunk kérdései)
- A Jugoszláv Szövetségi Népköztársaság alkotmánya. Gyilasz Milovan expozéja. Kardely Edvárd: a JSZNK alkotmányának fő jellegzetességei; Magyar Szó, Noviszád, 1947
- Beszéd az Egyesült Nemzetek szervezetének közgyűlésén Párisban, 1948. szeptember 29-én; s.n., s.l., 1948
- A mezőgazdasági szövetkezetek a tervgazdaságban; JMK, Szubotica, 1948 (Tervgazdálkodásunk útján)
- A JKP harca az új Jugoszláviáért, a népuralomért és a szocializmusért. Beszámoló Jugoszlávia Kommunista Pártja 5. kongresszusán; Jugoszlávia Kommunista Pártja, Beográd, 1948
- Jugoszlávia külpolitikája. A Jugoszláv Szövetségi Népköztársaság nemzetgyűlésében 1948. évi december 29-én tartott beszámoló; Stamp. Oktobar, Beograd, 1949
- Helyi jellegű termelésünk és kommunális gazdálkodásunk feladatai. Előadás; ford. Komáromi József; Bratsztvo-Jedinsztvo, Noviszád, 1949 (Híd könyvek)
- Falupolitikánk feladatai; ford. Kolozsi Tibor; Bratsztvo-Jedinsztvo, Noviszád, 1949 (Híd könyvek)
- Harc az ötéves tervért. Az 1950. évi költségvetés vitája. Milentije Popovics, Borisz Kidrics, Edvard Kardely expozéja a szövetségi népszkupstina 8. rendes ülésszakán; Bratsztvo-Jedinsztvo, Noviszád, 1950
- Az új Jugoszlávia útja. Cikkek és beszédek az 1941–1945 évi Népfelszabadító Harc idejéből; Testvériség-Egység, Noviszád, 1950
- A népi demokrácia Jugoszláviában; ford. Gellér Tibor; Bratsztvo-Jedinsztvo, Noviszád, 1950 (Híd könyvek)
- Alkotmányos rendszerünk és a néphatalom szervezeti építménye. Törvénygyűjtemény; ford. Kovács Ács Károly et al., bev. Edvard Kardelj, sajtó alá rend. Gyetvai Károly, Sztáncsics András; Testvériség-Egység, Újvidék, 1954
- A járások és községek új berendezéséről; Partizán, Belgrád, 1955
- A szocialista demokrácia a jugoszláv gyakorlatban; Jugoszlávia, Beográd, 1955
- Szövetkezeti politikánk feladatairól; Zvezda, Noviszád, 1956 (Politikai füzetek) (A Magyar Szó 1956. július 22-iki. melléklete)
- A szocializmus és a háború. A koegisztencia politikájának kínai bírálatáról; ford. Pollin József; Forum, Novi Sad, 1960 (Politikai könyvtár)
- Edvard Kardelj-Sperans: A szlovén nemzeti kérdés fejlődése; ford. Bodrits István et al., sajtó alá rend. Kollin József, Rehák László; Forum, Novi Sad, 1961
- A szocialista demokrácia a jugoszláv gyakorlatban; ford. Kolozsi Tibor; Forum, Novi Sad, 1961 (Időszerű könyvek)
- A szocialista falupolitika problémái. Beszámoló a Jugoszláv Dolgozó Nép Szocialista Szövetségének 1. plénumán; ford. Kovács Károly; Forum, Novi Sad, 1963
- A Jugoszláv Szocialista Szövetségi Köztársaság alkotmányos rendszeréről; többekkel, ford. Kollin József Forum, Novi Sad, 1964 (Időszerű könyvek)
- Utazás a századokon át. Gazdaság-történeti ismertető fiatalok számára; ford. Cvetko Elvira; Pomurska zalozba, Murska Sobota, 1965
- A Jugoszláv Kommunista Párt harca a jugoszláv népek függetlenségéért és szocialista átszervezéséért; MSZMP Politikai Főiskola, Nemzetközi Munkásmozgalom Története Tanszék, Bp., 1968
- A gazdasági és politikai viszonyok az önigazgatású szocialista társadalomban. Beszámoló; Forum, Novi Sad, 1971
- Társadalmi és gazdasági viszonyok az önigazgatású társult munkában. Szövegválogatás; vál. Sreten Sokić, ford. Aladics János; Forum, Újvidék, 1974 (Milentije Popović önigazgatói iskola)
- A társult munkára vonatkozó alkotmányos alapelvek valóra váltása; ford. Juhász Géza; Forum, Újvidék, 1975
- Szocialista önigazgatás. Válogatás Edvard Kardelj műveiből; ford. Bodrits István, Juhász Géza; Forum, Újvidék, 1976
- A szocialista önigazgatás politikai rendszerének fejlődési irányai; ford. Bálint István et al.; Forum, Újvidék, 1977
- A Jugoszláv Kommunista Szövetség; ford. Bodrits István et al.; Forum, Újvidék, 1980
- Visszaemlékezések. Küzdelem az új Jugoszlávia elismeréséért és függetlenségéért. 1944–1957; ford. Vukovics Géza; Forum, Újvidék, 1981
- A szocialista önigazgatás politikai rendszerének fejlődési irányai; ford. Bálint István et al.; 2. bőv., átdolg. kiad.; Forum, Újvidék, 1982
- A szabad munkatársítás; ford. Szilágyi Károly; Forum, Újvidék, 1985